# Gemma Triay
Gemma Triay Pons (* 28. Juni 1992 in Alaior) ist eine spanische Padelspielerin. Sie beendete die Saisons 2020, 2021 und 2022 auf dem ersten Platz der Weltrangliste der World Padel Tour. 
Ende 2023 belegt sie den 3. Platz in der Rangliste der World Padel Tour und auch den 3. Platz in der Rangliste der International Padel Federation. Sie ist Rechtshänderin und spielt auf der linken Seite.

## Biographie
Triay wurde in Alaior auf der Insel Menorca auf den Balearen geboren und spielte bis zu ihrem 19. Lebensjahr Tennis, das sie dann für Padel aufgab. Im Jahr 2013 gelang ihr der Einstieg in die internationale Profiszene.
Ihre ersten Titel auf der World Padel Tour holte sie 2016 an der Seite von Lucía Sainz, mit der sie bis 2021 verbunden war und mit der sie nach einer glänzenden Saison als bestes Paar des Jahres 2020 abschloss. 2016 gewann sie mit der spanischen Auswahl ihren ersten Titel bei der Padel-Weltmeisterschaft. Sie begann die Saison 2021 mit Alejandra Salazar. Das Paar wurde mit dem Spitznamen Triazar bekannt. Es folgten 2018, 2021 und 2022 drei weitere Weltmeistertitel.
Im Juni 2023 schloss sich Triay aufgrund einer Ellenbogenoperation ihrer Partnerin mit Marta Ortega zusammen. Nach Siegen in der Premier Padel, dem Sieg beim Major von Rom und einem Finale in Roland Garros beim Pariser Major gab Triay bekannt, dass sie mit Marta Ortega als Team weiter spielen würde, was auf heftige Kritik stieß. 2024 wurde Claudia Fernández ihre Partnerin.

## Weltmeister im Padel
| Nr. | Jahr | Turnier  | Gegner      | Ergebnis |
| --- | ---- | -------- | ----------- | -------- |
| 1.  | 2016 | Cascais  | Argentinien | 3:0      |
| 2.  | 2018 | Asunción | Argentinien | 2:0      |
| 3.  | 2021 | Doha     | Argentinien | 3:0      |
| 4.  | 2022 | Dubai    | Argentinien | 2:0      |
| 5.  | 2024 | Doha     | Argentinien | 2:0      |

## Siege beim Premier Padel
| Nr. | Jahr | Turnier           | Kategorie | Partnerin         | Gegner                         | Ergebnis            |
| --- | ---- | ----------------- | --------- | ----------------- | ------------------------------ | ------------------- |
| 1.  | 2023 | Rom               | P1        | Marta Ortega      | Ariana Sánchez Paula Josemaría | 6:3, 3:6, 7:5       |
| 2.  | 2024 | Santiago de Chile | P1        | Claudia Fernández | Lucía Sainz Patricia Llaguno   | 6:1, 6:4            |
| 3.  | 2024 | Bordeaux          | P2        | Claudia Fernández | Marta Ortega Verónica Virseda  | 7:5, 7:5            |
| 4.  | 2024 | Madrid            | P1        | Claudia Fernández | Delfina Brea Beatriz González  | 6:2, 2:1 (Aufgabe*) |
| 5.  | 2024 | Valladolid        | P2        | Claudia Fernández | Ariana Sánchez Paula Josemaría | 6:3, 6:2            |
| 6.  | 2024 | Acapulco          | Major     | Claudia Fernández | Marta Ortega Sofia Araújo      | 6:7, 6:1, 6:4       |
| 7.  | 2024 | Mailand           | P1        | Claudia Fernández | Delfina Brea Beatriz González  | 6:7, 5:2 (Aufgabe*) |
| 8.  | 2025 | Gijón             | P2        | Delfina Brea      | Ariana Sánchez Paula Josemaría | 0:6, 6:1, 6:4       |
| 9.  | 2025 | Cancún            | P2        | Delfina Brea      | Marta Ortega Sofia Araújo      | 6:3, 6:1            |
| 10. | 2025 | Miami             | P1        | Delfina Brea      | Ariana Sánchez Paula Josemaría | 2:6, 6:1, 6:4       |
| 11. | 2025 | Doha              | Major     | Delfina Brea      | Ariana Sánchez Paula Josemaría | 6:4, 6:4            |
| 12. | 2025 | Rom               | Major     | Delfina Brea      | Ariana Sánchez Paula Josemaría | 6:4, 6:4            |
| 13. | 2025 | Tarragona         | P1        | Delfina Brea      | Ariana Sánchez Paula Josemaría | 7:6, 6:4            |

* wegen Verletzung